# Estação Ferroviária de Raquete
A Estação Ferroviária de Raquete, igualmente conhecida como Estação de Raquete, é uma interface da Linha de Sines, que se situa no concelho de Sines, no distrito de Setúbal, em Portugal.

## Descrição

### Vias e plataformas
Detinha, em Janeiro de 2011, 3 vias de circulação, duas com 775 metros de comprimento, e a terceira, com 3300 metros de comprimento; não contava com quaisquer plataformas.